# Evgenij Vasil'evič Mironov
Evgenij Vasil'evič Mironov (in russo Евгений Васильевич Миронов?; Staraja Russa, 1º novembre 1949) è un ex pesista sovietico, vincitore di un argento ai Giochi olimpici del 1976.
Nel 1978, dopo aver conquistato l'argento ai Campionati europei di Praga, è stato squalificato due anni dalle competizioni e gli è stata ritirata la medaglia appena vinta perché trovato positivo ad un test antidoping.

## Palmarès
| Anno | Manifestazione | Sede          | Evento         | Risultato | Misura  | Note                          |
| ---- | -------------- | ------------- | -------------- | --------- | ------- | ----------------------------- |
| 1976 | Olimpiadi      | Montréal      | Getto del peso | Argento   | 21,03 m |                               |
| 1977 | Europei indoor | San Sebastián | Getto del peso | 5º        | 19,57 m | Miglior prestazione personale |
| 1978 | Europei        | Praga         | Getto del peso | dq        | dq      |                               |